# Walter Hasche

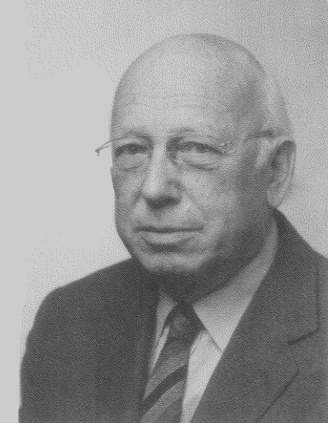
Walter Hasche, 1989

Walter Adolph Hasche (* 23. Dezember 1909 in Hamburg; † 5. Oktober 2002 ebenda) war Anwalt, Bankvorstand und Gründer einer bekannten Rechtsanwaltskanzlei in Hamburg.

## Studium und Krieg
Walter Hasche war Sohn des Hamburger Kaufmannes Adolph Theodor Hasche (1871–1966) und seiner Ehefrau Elsa, geborene Schmidt (1876–1955). Nach dem Abitur am Matthias-Claudius-Gymnasium studierte er Rechtswissenschaften in Tübingen und Hamburg. In Tübingen wurde er 1928 Mitglied der Studentenverbindung Saxonia. 1932 legte er das Referendarexamen ab und promovierte 1933 bei dem Hamburger Professor für Staats- und Völkerrecht und späterem Universitätsrektor Rudolf von Laun zum Dr. jur. über die Rechtsstellung der neu geschaffenen Rechtsfigur des Reichsstatthalters. 1935 leistete er eine Grundausbildung bei der Marine ab und bestand 1936 das Assessorexamen. Er trat zunächst in den Hamburger Justizdienst ein, wechselte jedoch 1938, protegiert durch den Reeder John T. Essberger, in den Verband Deutscher Reeder, in dem er zunächst als Syndikus und dann als Geschäftsführer der dort angegliederten Reichsverkehrsgruppe Seeschiffahrt tätig war. Von April 1943 war er in einer Flak-Batterie aktiv, ab Januar 1944 bis Kriegsende diente Hasche im Oberkommando der Kriegsmarine, zuletzt im Range eines Leutnants.

## Berufsleben
Im August 1945 wurde Hasche als Rechtsanwalt in Hamburg zugelassen. Nach einigen Strafverteidigungen im Rahmen der im Hamburger Curiohaus stattfindenden britischen Militärgerichtsprozesse zu Kriegsverbrechen konzentrierte er seinen beruflichen Schwerpunkt bald auf die Beratung von Schifffahrtsunternehmen. Er nahm 1951 Dr. Hans-Christian Albrecht als Sozius auf, 1953 auch Dr. Vincent Fischer-Zernin. So entstand die Sozietät, die später unter dem Begriff „Hasche Albrecht Fischer“ bekannt wurde, stetig wuchs und heute nach verschiedenen Fusionen als CMS Hasche Sigle eine der größten Wirtschaftskanzleien Deutschlands ist.
Von 1953 bis 1955 war Hasche vorstandsähnlich in der Reederei Hamburg Südamerikanische Dampfschifffahrts-Gesellschaft AG (kurz: Hamburg Süd) tätig. Mit Wirkung vom 1. Januar 1956 wurde Hasche zum Mitglied des Vorstandes der Deutschen Schiffsbeleihungsbank AG (später: Deutsche Schiffsbank AG) berufen. Bis 1977 war er – weitgehend als Sprecher des Vorstandes – bei der Bank tätig. Während seiner Zeit bei der Schiffsbank verfolgte Hasche ein risikokontrolliertes Wachstum des Institutes unter dem Schlagwort „Expansion nach Maß“. Als Reedereivertreter wie als Bankier blieb er anwaltlich tätig.

## Funktionen
Walter Hasche war in verschiedenen Funktionen ehrenamtlich engagiert.
1953 bis 1957 wirkte er im Vorstand der Hanseatischen Rechtsanwaltskammer. Von 1967 bis 1975 war er Vorsitzender des Deutschen Vereins für Internationales Seerecht; bis 1985 dessen stellvertretender Vorsitzender.
Von 1945 bis 1995 war er Vorsitzender des Vorstandes, anschließend bis zu seinem Tode Ehrenvorsitzender der August-Heerlein-Stiftung, die er in die Heerlein-Zindler-Stiftung überführte und die im Hamburger Stadtteil St. Georg ein Altenheim betreibt. Er war ebenso Vorstandsvorsitzender der Heerlein-Familien-Stiftung sowie der Heerlein- und Dürst Wohltätigen Stiftung.
Von 1974 bis 1979 war er 1. Vorsitzender des Deutschen Hochseesportverbandes HANSA e. V.
Hasche war außerdem acht Jahre Mitglied der Hamburgischen Bürgerschaft – von 1953 bis 1957 (3. Wahlperiode) und von 1966 bis 1970 (6. Wahlperiode). Er gehörte der CDU an und wurde 1953 auf der Liste des Hamburg-Blocks gewählt, einer Wahlpartei aus Mitgliedern der Hamburger Landesverbände von CDU, FDP, DP und GB/BHE.

## Familie

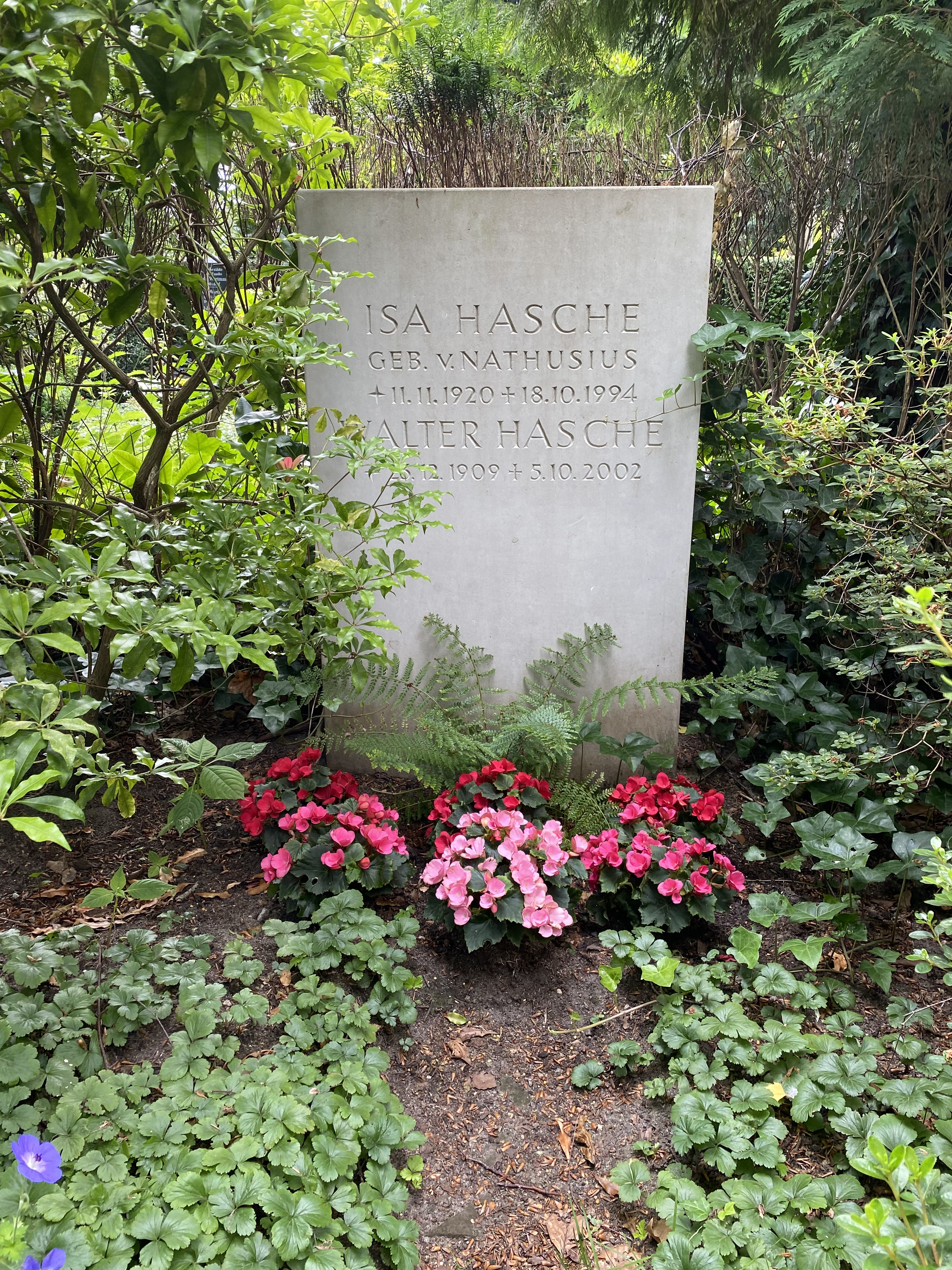
Grabstätte

Die am 5. Juli 1941 geschlossene Ehe mit Ursula, geb. Pillet (1919–1968), wurde kurz nach dem Krieg geschieden. Am 4. Juni 1949 heiratete Hasche die verwitwete Elisabeth („Isa“) Clausen, geb. von Nathusius (1920–1994) in Hamburg. Ein Bruder seiner zweiten Frau war der Offizier Mark Heinrich von Nathusius, der Mann ihrer Schwester Ehrengard der Offizier Bern von Baer. Hasche hatte vier Kinder.
Er wurde auf dem Friedhof in Hamburg-Nienstedten beerdigt.

## Veröffentlichungen
- Der Reichsstatthalter in der Entwicklung zur Reichsmittelinstanz, Dissertation, Triltsch, Würzburg 1938
- Korrespondentreeder und Vertragsreeder, Hansa 1952, S. 333
- Haftungsfragen innerhalb der Partenreederei, Hansa 1952, S. 1344
- Erfde-Hamburg-Übersee, Beiträge zu einer Chronik der Familie Hasche, Hamburg 1987
- Britische Besatzungsgerichtbarkeit in Hamburg 1945–48, in: AVR 26 (1988)
- 100 Jahre August-Heerlein-Stift, Hamburg 1993
- Blick in den Spiegel, Hamburg 2000